# قمري نواح
القمري النواح أو القمري الداكن (الاسم العلمي: Streptopelia lugens)، وهي طيور من فصيلة الحمامية. تتواجد في كل من بوروندي وجمهورية الكونغو الديمقراطية وإريتريا وإثيوبيا وكينيا وملاوي ورواندا والسعودية والصومال وجنوب السودان وتنزانيا وأوغندا واليمن وزامبيا.
يتغذى القمري النواح على الحبوب ويتشارك في موائله مع الحمام الزيتوني، إلا انهما لا يتنافسان على الطعام، بل يتعايشان، يبدأ موسم تكاثر هذا الطائر في الجزيرة العربية في منتصف شهر مارس، خلال عودة الطيور من هجرتها، نطرا لتضاعف أعدادها مقارنة بأشهر الشتاء. حينئذ يقوم القمري النواح باستعراضاته الهوائية المميزة، حيث يطير بشكل دائري في السماء، دون تصفيق جناحيه، أو التحليق مرتفعا كغيره من طيور اليمام الأخرى. ويتألف عشه من بعض الأعواد الملتقطة من أغصان الأشجار.